# Желчь человека
Жёлчь, желчь (лат. bilis, др.-греч. χολή) — жёлтая, коричневая или зеленоватая, очень горькая на вкус, имеющая специфический запах, похожий на ореховый, выделяемая печенью и накапливаемая в жёлчном пузыре жидкость.

На рисунке изображены: пищевод (esophagus), печень (liver), желудок (stomach), жёлчный пузырь (gallbladder), общий жёлчный проток (common bile duct), пузырный проток (cystic duct), поджелудочная железа (pancreas), проток поджелудочной железы (pancreatic duct), тонкая кишка (small intestine).

## Общие сведения
Секреция жёлчи производится гепатоцитами — клетками печени. Жёлчь образуется в желчных проточках, которые в свою очередь переходят в междольковые желчные протоки. Последние переходят в сегментарные, затем в секторальные, затем в долевые (правый и левый) протоки и, наконец, в общий печёночный проток. Общий печёночный проток, сливаясь с пузырным протоком, образует общий жёлчный проток, который сливается с протоком поджелудочной железы, формируя печёночно-поджелудочную ампулу. Ампула открывается в двенадцатиперстной кишке Фатеровым сосочком, где желчь принимает участие в процессах пищеварения. Жёлчный пузырь выполняет роль резервуара, использование которого позволяет снабжать двенадцатиперстную кишку максимальным количеством жёлчи во время активной пищеварительной фазы, когда кишка наполняется частично переваренной в желудке пищей.
Жёлчь, выделяемая печенью (часть её направляется непосредственно в двенадцатиперстную кишку), называют «печёночной» (или «молодой»), а выделяемую жёлчным пузырём — «пузырной» (или «зрелой»).
Печень человека выделяет в сутки до 2 л жёлчи.
В среднем печень выделяет 700—800г 
| Параметры          | Печёночная жёлчь | Пузырная жёлчь |
| ------------------ | ---------------- | -------------- |
| Кислотность, pH    | 7,3—8,2          | 6,5—6,8        |
| Удельная масса     | 1,01—1,02        | 1,02—1,048     |
| Сухой остаток, г/л | 26,0             | 133,5          |
| Вода, %            | 95—97            | 80—86          |

## Состав жёлчи человека
Основной компонент жёлчи — жёлчные кислоты (67 % — если исключить из рассмотрения воду). Половина — первичные жёлчные кислоты: холевая и хенодезоксихолевая, остальная часть — вторичные: дезоксихолевая, литохолевая, аллохолевая и урсодезоксихолевая кислоты.
Все жёлчные кислоты являются производными холановой кислоты. В гепатоцитах образуются первичные жёлчные кислоты — хенодезоксихолевая и холевая. После выделения жёлчи в кишечник под действием микробных ферментов из первичных жёлчных кислот получаются вторичные жёлчные кислоты. Они всасываются в кишечнике, с кровью воротной вены попадают в печень, а затем в жёлчь.
Жёлчные кислоты в жёлчи находятся в виде конъюгатов (соединений) с глицином и таурином: гликохолевой, гликохенодезоксихолевой, таурохолевой и других так называемых парных кислот. Жёлчь содержит значительное количество ионов натрия и калия, вследствие чего она имеет щелочную реакцию, а жёлчные кислоты и их конъюгаты иногда рассматривают как «жёлчные соли».
| Компоненты       | Печёночная, ммоль/л | Пузырная, ммоль/л |
| ---------------- | ------------------- | ----------------- |
| Жёлчные кислоты  | 35,0                | 310,0             |
| Жёлчные пигменты | 0,8—1,0             | 3,1—3,2           |
| Холестерин       | ~3,0                | 25,0—26,0         |
| Фосфолипиды      | 1,0                 | 8,0               |

22 % жёлчи — фосфолипиды. Кроме того, в жёлчи имеются белки (иммуноглобулины А и М) — 4,5 %, холестерин — 4 %, билирубин — 0,3 %, слизь, органические анионы (глутатион и растительные стероиды), металлы (медь, цинк, свинец, индий, магний, ртуть и другие), липофильные ксенобиотики.
| Ионы                   | Печёночная, ммоль/л | Пузырная, ммоль/л |
| ---------------------- | ------------------- | ----------------- |
| Натрий (Na+)           | 165,0               | 280,0             |
| Калий (K+)             | 5,0                 | 15,0              |
| Кальций (Ca2+)         | 2,4—2,5             | 11,0—12,0         |
| Хлор (Cl−)             | ~90                 | 14,5—15,0         |
| Гидрокарбонаты (НСО3−) | 45—46               | ~8                |

## Функции
Жёлчь выполняет целый комплекс разнообразных функций, большинство из которых связано с пищеварением, обеспечивая смену желудочного пищеварения на кишечное, ликвидируя действие пепсина, опасного для ферментов поджелудочной железы, и создавая для них благоприятные условия.
Жёлчные кислоты, содержащиеся в жёлчи, эмульгируют жиры и участвуют в мицеллообразовании, активизируют моторику тонкой кишки, стимулируют продукцию слизи и гастроинтенсинальных гормонов: холецистокинина и секретина, предупреждают адгезию бактерий и белковых агрегатов за счёт взаимодействия с эпителиальными клетками жёлчных путей.
Жёлчь также участвует в выполнении выделительной функции. Холестерин, билирубин и ряд других веществ не могут фильтроваться почками и их выделение из организма происходит через жёлчь. Экскретируется с калом 70 % находящегося в жёлчи холестерина (30 % реабсорбируется кишечником), билирубин, а также перечисленные в разделе о составе жёлчи металлы, стероиды, глутатион.
Жёлчь активирует киназоген, превращая его в энтеропептидазу, которая в свою очередь активирует трипсиноген, превращая его в трипсин, то есть, она активирует ферменты, необходимые для переваривания белков.

## Патологии

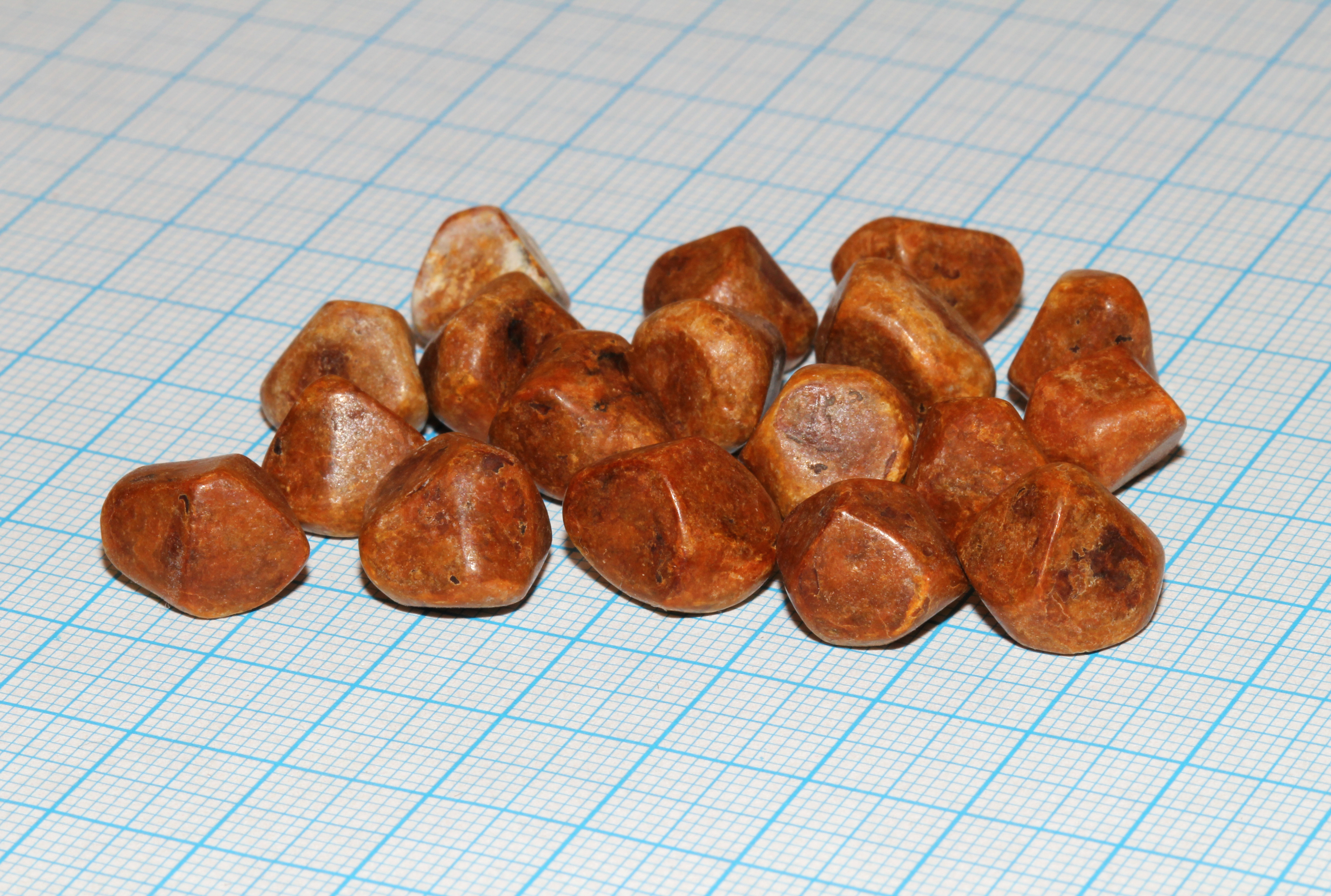
Жёлчные камни

### Жёлчные камни
Несбалансированная по составу жёлчь (так называемая литогенная жёлчь) может вызывать выпадение некоторых жёлчных камней в печени, жёлчном пузыре или в жёлчных путях. Литогенные свойства жёлчи могут возникать вследствие несбалансированного питания с преобладанием животных жиров в ущерб растительным; нейроэндокринных нарушений; нарушений жирового обмена с увеличением массы тела; инфекционного или токсического поражений печени; гиподинамии.

### Стеаторея
При отсутствии жёлчи (или недостатке в ней жёлчных кислот) жиры перестают абсорбироваться и выделяются с калом, который вместо обычного коричневого становится белого или серого цвета жирной консистенции. Такое состояние называется стеаторея, её следствием является отсутствие в организме важнейших жирных кислот, жиров и витаминов, а также патологии нижних отделов кишечника, которые не приспособлены к столь насыщенному непереваренными жирами химусу.

### Рефлюкс-гастрит и ГЭРБ
При патологических дуоденогастральных и дуоденогастроэзофагеальных рефлюксах жёлчь в составе рефлюксата попадает в заметном количестве в желудок и пищевод. Длительное воздействие содержащихся в жёлчи жёлчных кислот на слизистую оболочку желудка вызывают дистрофические и некробиотические изменения поверхностного эпителия желудка и приводит к состоянию, называемому рефлюкс-гастритом. Конъюгированные жёлчные кислоты, и, в первую очередь, конъюгаты с таурином обладают значительным повреждающим слизистую пищевода эффектом при кислом рН в полости пищевода. Неконъюгированные жёлчные кислоты, представленные в верхних отделах пищеварительного тракта, в основном, ионизированными формами, легче проникают через слизистую оболочку пищевода и, как следствие, более токсичны при нейтральном и слабощелочном рН. Таким образом, попадающая в пищевод жёлчь может вызывать разные варианты гастроэзофагеальной рефлюксной болезни.

## Исследование жёлчи

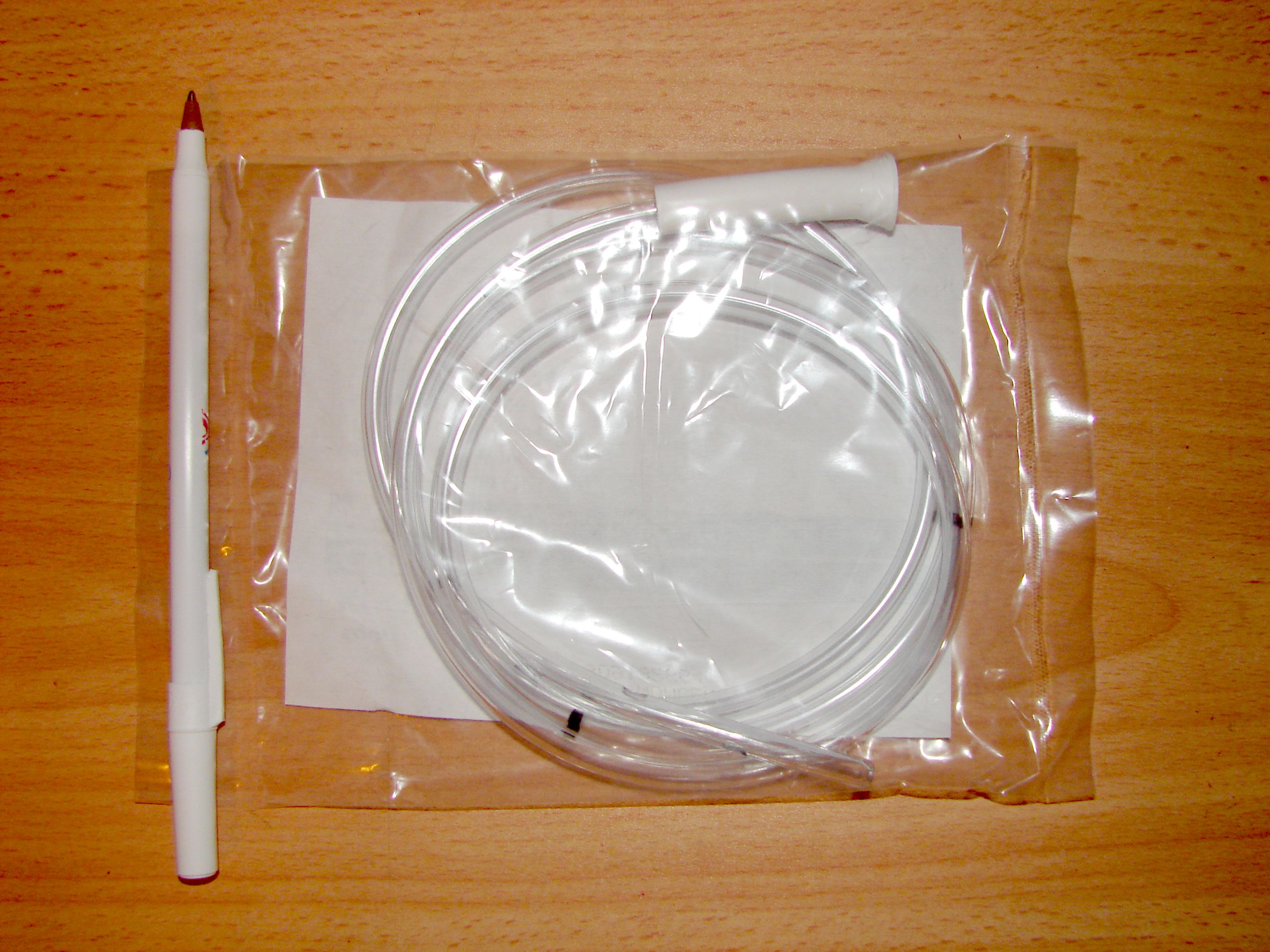
Зонд, применяемый при исследовании жёлчи методом фракционного-дуоденального зондирования (дуоденальный зонд Левина)

Для исследования жёлчи применяют метод фракционного (многомоментного) дуоденального зондирования. При проведении процедуры выделяют пять фаз:
1. Базальной секреции жёлчи, во время которой выделяется содержимое двенадцатиперстной кишки и общего жёлчного протока. Длительность 10—15 минут.
2. Закрытого сфинктера Одди. Длительность 3—6 мин.
3. Выделения жёлчи порции А. Длительность 3—5 минут. За это время выделяется от 3 до 5 мл светло-коричневой жёлчи. Начинается с момента открытия сфинктера Одди и заканчивается открытием сфинктера Люткенса. Во время I и III фаз жёлчь выделяется со скоростью 1—2 мл/мин.
4. Выделения пузырной жёлчи. Порция В. Начинается с момента открытия сфинктера Люткенса и опорожнения жёлчного пузыря, что сопровождается появлением тёмно-оливковой жёлчи (порция В), и заканчивается появлением янтарно-жёлтой жёлчи (порция С). Длительность 20—30 минут.
5. Выделения печёночной жёлчи. Порция С. Фаза начинается от момента прекращения выделения тёмно-оливковой жёлчи. Длительность 10—20 минут. Объём порции 10—30 мл[12].

Нормальные показатели жёлчи следующие:
- Базальная жёлчь (фазы I и III, порция А) должна быть прозрачной, иметь светло-соломенный цвет, плотность 1007—1015, быть слабощелочной.
- Пузырная жёлчь (фаза IV, порция В) должна быть прозрачной, иметь тёмно-оливковый цвет, плотность 1016—1035, кислотность — 6,5—7,5 рН.
- Печёночная жёлчь (фаза V, порция С) должна быть прозрачной, иметь золотистый цвет, плотность 1007—1011, кислотность — 7,5—8,2 имеет щелочную структуру рН[12].

## Воздействие на жёлчь
В медицине для увеличения концентрации жёлчных кислот в жёлчи применяют холеретики. Для стимуляции сократительной функции жёлчного пузыря используют жёлчегонные препараты (например, такие травы, как: череда, арника, петрушка, шиповник, полынь). Для изменения состава жёлчных кислот жёлчи в сторону потенциально менее токсичных жёлчных кислот применяют препараты, изготовленные на основе урсодезоксихолевой или хенодезоксихолевой жёлчных кислот.